# Мошонмадяровар
Мош́онмадяров́ар, Угорський Старий Город або Мошон (угор. Mosonmagyaróvár, хорв. Možun, Ugarski Stari Grad, словен. Mošon, Uhorský Starý hrad, нім. Wieselburg-Ungarisch Altenburg) — місто на північному заході Угорщини, неподалік від кордону з Австрією й Словаччиною. Населення — 30,8 тисяч жителів (станом на 2005 рік). Виробництво глиноземів, сільськогосподарських машин, текстильних й трикотажних виробів.

## Відомі городяни

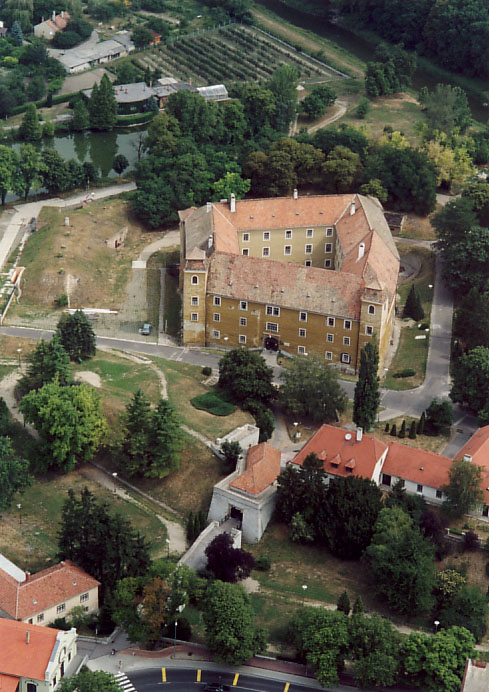
Замок

- Йозеф Ігнац Кайнц (1858—1910) — один з найвідоміших німецьких та австрійських акторів межі XIX—XX століть.